# Bosque el Nixticuil

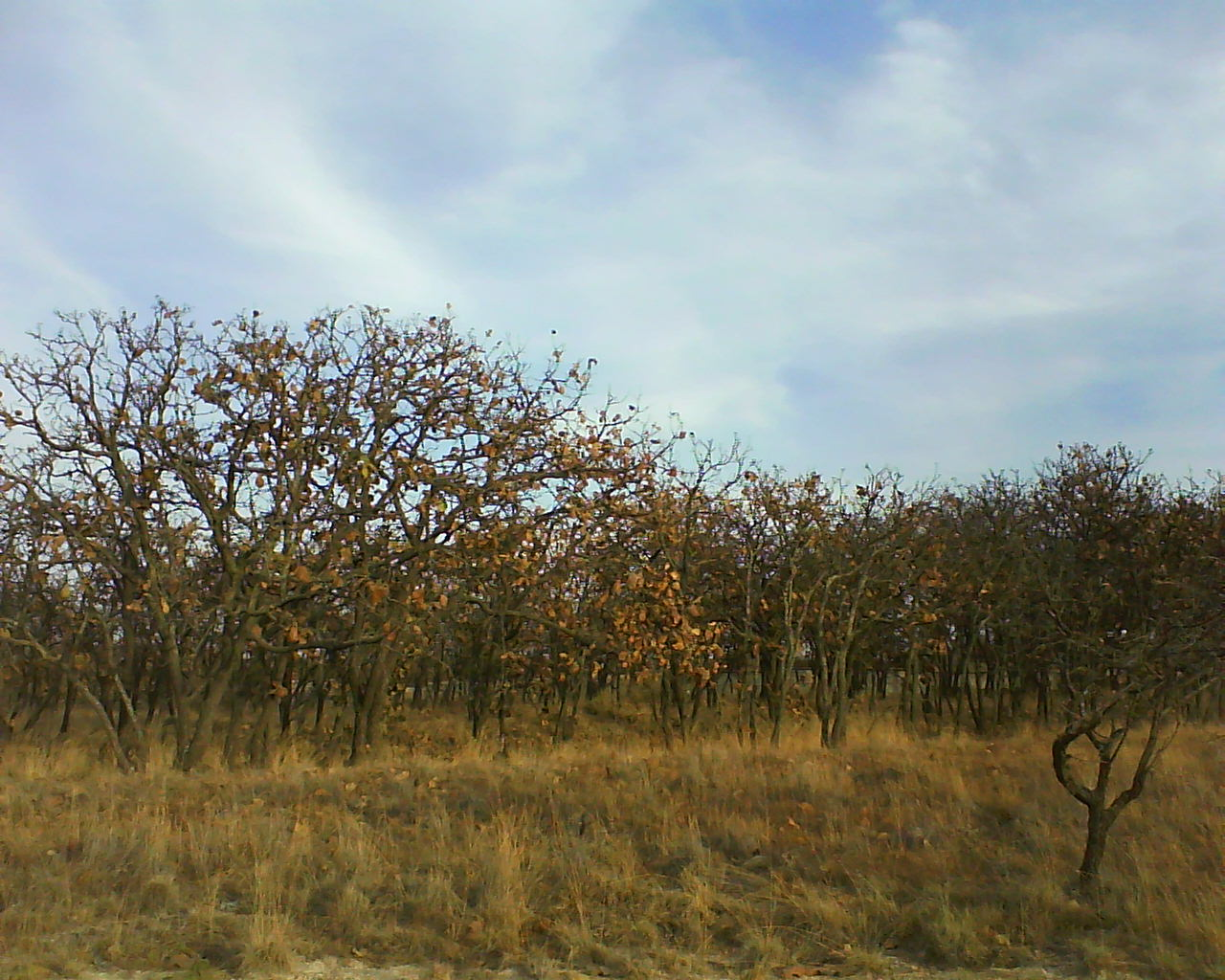
Bosque el Nixticuil, roures adults en temporada de sequera

El Bosque El Nixticuil és un bosc primari situat al Nord-oest de la Zona Metropolitana de Guadalajara, específicament en el municipi mexicà de Zapopan, i és considerat bosc urbà a causa del seu colindancia amb l'urbs del municipi en constant creixement. presenta en la seva majoria roure, alzina i plantacions de pi.
Formava part d'un bosc major ja desaparegut de més de 27.000 hectàrees i rep el nom d'un promontori natural anomenat El Nixticuil que es troba en la zona.

## Característiques

### Extensió
El bosc s'estén per 1.860 hectàrees, de les quals 1.591 han estat establertes com a àrea natural protegida (ANP) sota la categoria de maneig d'àrea de protecció hidrológica. Les zones compreses en aquest decret de protecció abasten part del bosc El Nixticuil, el turó de la Dent i la comunitat de San Esteban, les quals formen part de la cuenca del riu Blanc.

### Fauna i flora
En el bosc habiten mamífers com el coiot, la guineu, la mofeta, el conill, l'opòssum, diverses espècies de rosegadors, així com aus, rèptils, amfibis i insectes.
S'han fet diversos recomptes d'espècies d'aus, però segons la Universitat de Guadalajara, es troben 107 distintes (dues rares, set amenaçades i una sota protecció especial).
Quant a la flora, a més dels roures, alzines i pins té també te gran biodiversidad d'herbes i arbustos com el varaduz, el copal, el malvaste, l'estafiate, la cua de guineu, el nard silvestre o la Styrax jaliscana (exclusiva de la zona) i altres arbres com el salze, l'amate, el tepame i l'huizache.

## Problemàtica

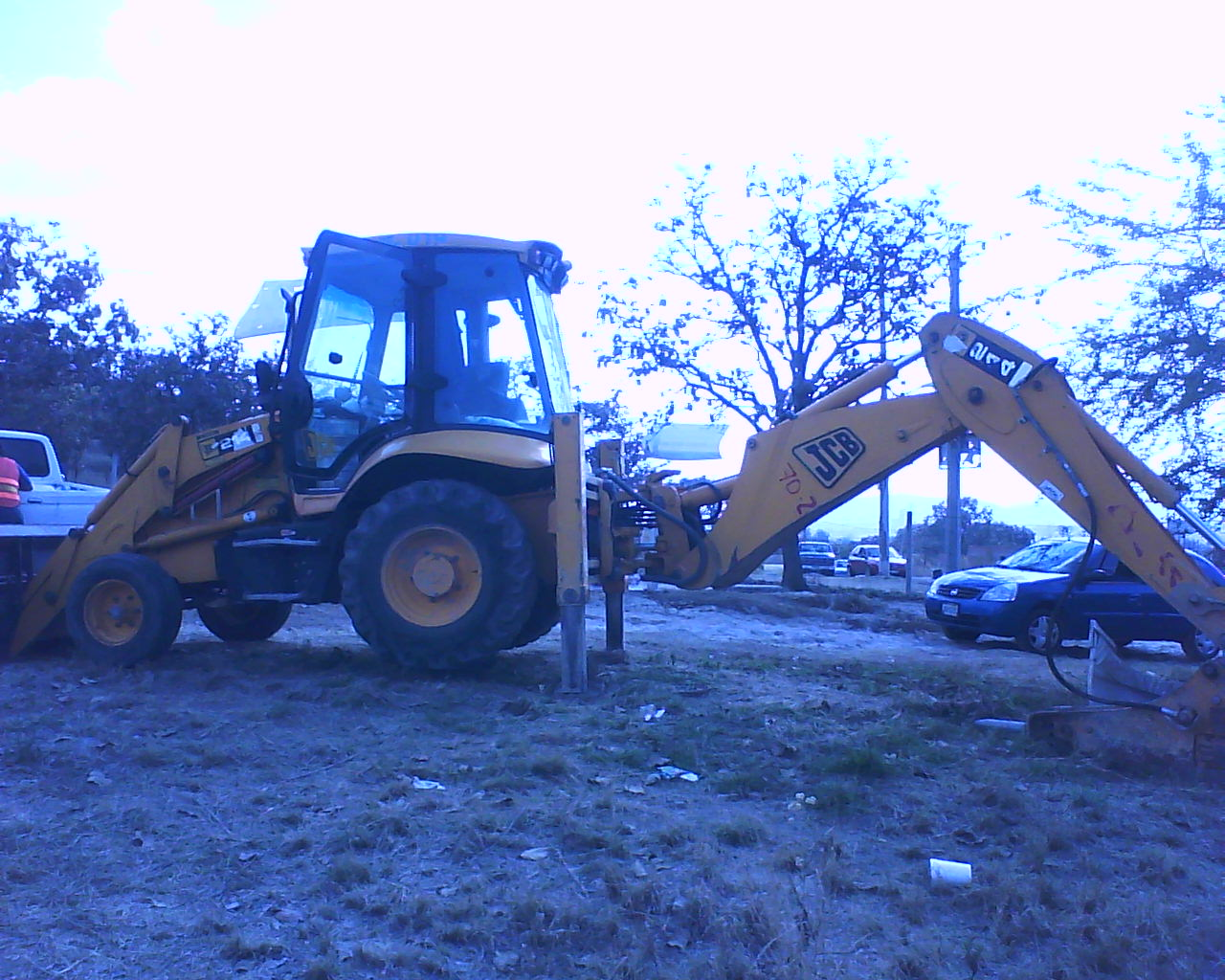
Maquinària del SIAPA ocupant una entrada del Bosque el Nixticuil

En l'actualitat aquest bosc es troba amenaçat per diverses causes per la qual cosa organitzacions ecologistes veïnals com el Comité Salvabosque del Nixticuil o el Comité Salvabosque Tigre II han decidit dur a terme accions per a protegir-ho.

### Incendis forestals
Els incendis són una de les majors amenaces a les quals s'enfronta aquest bosc. Segons els grups ecologistes que protegeixen aquest bosc, aquests són a vegades provocats i hi ha interessos econòmics després d'ells.
Tenen un greu impacte sobre la flora i fauna de la zona, ja que aquests han augmentant al pas en què augmenta la urbanització en el mateix municipi.

### Tala
Sempre donada de manera il·legal és una situació presentada al llarg del temps, sent principal causa la desocupación de flora i fauna amb intencions d'urbanitzar.